# Urban Dancefloor Guerillas
 (février 2018).
Urban Dancefloor Guerillas est le premier album du groupe P-Funk All-Stars (Parliament-Funkadelic) sorti chez CBS en 1983. George Clinton a produit et coproduit toutes ces chansons et l'album.
Hydraulic Pump est une re-issue de l'album Urban Dancefloor Guerillas du groupe P-Funk All-Stars sorti chez Westbound Records en 1995. Il contient en plus trois titres inédits qui pourraient être des segues et deux morceaux : une version qui n'existe qu'en vinyle 12’’ Generator Pop et, paraît-il, la première version de Hydraulic Pump en deux parties.

## Liste des morceaux
Urban Dancefloor Guerillas
1. Generator Pop (4:58)
 {G. Clinton, Garry Shider, David Spradley}
 Arrangement : David Spradley
 Batterie : Jerry Jones
claviers : David Lee Chong
Producteur, guitare, voix : Gary Shider
 Voix : Robert Johnson, Eddie Hazel, Mallia Franklin, Jeannette McGruder, Lynn Mabry, Michael "Clip" Payne
2. Acupuncture (4:20)
 {DeWayne McKnight, G. Clinton, Walter Walters}
 Tous les arrangements, instruments : Dewayne "Blackbyrd" McKnight
 Saxophone : Norma Jean Bell
3. One of These Summers (4:34)
 {G. Clinton, Walter Morrison}
 Horns arrangement et performance : Fred Wesley, Larry Hatcher, Maceo Parker, Richard Griffith
 Producteur, arrangement, voix, tous instruments : Junie Morrison
 Voix : George Clinton, Janice Evans, Shirley Hayden, Sheila Horne, Shirley Hayden, Mallia Franklin, Jeannette McGruder et featuring Rev. Uriah de Planet Hughboyington
4. Catch a Keeper (5:46)
 {G. Clinton, Donnie Sterling, Sylvester Stewart}
 Basse : Donny Sterling
claviers : David Lee Chong
 Batterie : Dean Ragland
 Batterie électrique : Maruga Booker
 Guitare : Tony Thomas
 Producteur, arrangements, voix : Sly Stone
 Voix : Dawn Silva, Sheila Horne, Jeannette McGuder, Michael "Clip" Payne, George Clinton
5. Pumpin' It Up (6:58)
 {Bob Bishop, G. Shider, G. Clinton, Ron Ford}
 Basse, guitare : Eddie Hazel
 Batterie : Kenny Colton
 Bass Synth, claviers : David Lee Chong
 Producteur, guitare, voix : Garry Shider
 Voix : George Clinton, Robert Johnson, Gary Cooper, Ron Ford, Michael "Clip" Payne
6. Copy Cat (5:10)
 {D. Spradley, LaShawn Clinton, G. Shider}
 Batterie, voix : Gary Mudbone Cooper
 Guitare : Michael Hampton
 Bass Synth, claviers : David Lee Chong
 Horns : Bennie Cowan, Fred Wesley, Greg Boyer, Greg Thomas, Maceo Parker
 Producteur, voix, guitare : Bootsy Collins
 Guitare : Eddie Hazel
 Producteur, guitare, voix : Gary Shider
 Voix : Robert Johnson, Mallia Franklin, Debbie Wright, Darryl Clinton, Rev. Uriah Boyington, Linda Shider, George Clinton, Michael "Clip" Payne
 Miaulements : Bone, Gary, P-Nut, Sheba, Tom & Pussy
7. Hydraulic Pump (6:40)
 {G. Clinton, S. Stewart, Jimmy Giles, R. Ford}
 Basse, voix : Jimmy G.
 Batterie : Dean Ragland
 Guitare : Tony Thomas
 Claviers, orgue, synthétiseurs : Roger Dollarhide
 Claviers : David Lee Chong
 Producteur, claviers, orgue, synthétiseurs, voix : Sly Stone
 Voix : George Clinton, Bobby Womack, Norma Jean Jenkins, Phillip Wynne, Ron Ford, Mallia Franklin
8. Pumpin' It Up (Reprise) (0:18)

Hydraulic Pump
1. Pump Up & Down (0:06)
 {G. Clinton Jr, Jimmy Giles, Ron Ford, Sylvester Stewart}
2. Pumpin' It Up (6:59)
 {Bob Bishop, Garry Shider, Linda Shider, Ron Ford}
3. Copy Cat (5:11)
 {David Spradley, G. Clinton Jr, G. Shider}
4. Hydraulic Pump (6:40)
 {G. Clinton Jr, R. Ford, J. Giles, S. Stewart}
5. Throw Your Hands Up In The Air (0:18)
 {G. Clinton Jr, J. Giles, R. Ford, S. Stewart}
6. Generator Pop (4:58)
 {G. Clinton Jr, D. Spradley}
7. Acupuncture (4:20)
 {G. Clinton Jr, Walter Walters, DeWayne McKnight}
8. One Of Those Summers (4:35)
 {G. Clinton Jr, Walter Morrison}
9. Catch A Keeper (5:46)
 {G. Clinton Jr, Donnie Sterling, S. Stewart}
10. Pumpin' You Is So Easy (0:15)
 {G. Clinton Jr, J. Giles, R. Ford, S. Stewart}
11. Generator Pop (12" Mix) (8:40)
12. Hydraulic Pump (Parts 1 & 2) (11:45)